# Hendrick de Keyser
Hendrick de Keyser I, ou Henri de Keyser, ou encore dit Hendrick de Keyser l'Ancien  (15 mai 1565, Utrecht - 15 mai 1621, Amsterdam) est un architecte et sculpteur néerlandais. Il est considéré comme l'un des plus grands architectes du siècle d'or néerlandais. Son travail influencé par le style maniériste de l'époque marque un sommet de la Renaissance hollandaise.
Il est le père de Thomas de Keyser qui est architecte et peintre portraitiste, et de Hendrick de Keyser II (Hendrick de Keyser le Jeune) qui est sculpteur.

## Biographie
Hendrick de Keyser est né à Utrecht le 15 mai 1565. Il est issu d'une famille de menuisiers et charpentiers. Il étudie auprès de l'ingénieur, architecte militaire et sculpteur Cornelis Blomaert. En 1591, il s'installe à Amsterdam où il crée son atelier. Ses interventions artistiques sont très diversifiées et l'artiste s'impose par sa polyvalence. Comme sculpteur et tailleur de pierres, il effectue des œuvres d'ornement et de décoration d'intérieur (encadrement de portes, fronton, pilastres). Il décore également des tombeaux en utilisant des matériaux nobles tels que le marbre ou le bronze. Il conçoit et réalise le mausolée du prince d'Orange Guillaume le Taciturne dans la Nouvelle Église de Delft. 
Enfin, comme architecte et urbaniste, il participe à de grands projets de construction pour la ville d'Amsterdam. On lui confie la conception et réalisation de nombreux édifices tels que l'église Zuiderkerk (1603-1611) et sa tour (1614), l'église Noorderkerk (1620-1623), l'église Westerkerk (1620-1631) accompagnée de sa tour la Westertoren (construite en 1638 mais dans une version modifiée) et la première bourse d'Amsterdam (1611), considérée comme la première bourse des valeurs au monde. 
On lui doit également la conception des bâtiments suivants: la maison Bartolloti(vers 1617), le "Navet Couronné" (en néerlandais : De Gecroonde Raep), le "Dauphin" (en néerlandais : De Dolphijn) et la maison de la Compagnie des Indes orientales.
À la ville de Hoorn, De Keyser concevait l'édifice du poids public (en néerlandais : De Waag).
À Delft, il réalisait l'hôtel de ville (1618-1620).
La carrière d'Hendrick de Keyser ne se limite pas à Amsterdam et aux Pays-Bas. Ses contacts en Europe lui permettent de demeurer informé des principales tendances dans le domaine architectural. Les administrateurs de la ville d'Amsterdam l'envoient en Angleterre pour collaborer avec Inigo Jones. Jones était le premier architecte anglais à avoir fait des études d'architecture en Italie. Il avait une parfaite connaissance de l'architecture classique italienne: il a étudié les traités d'architecture du romain Vitruve, et s'est imprégné des œuvres de l'architecte italien de la Renaissance Palladio.
Lorsque De Keyser rentre à Amsterdam, Nicholas Stone, un des collaborateurs de Jones le rejoint. Nicholas Stone devient un de ses plus fidèles assistants. Il travaille avec De Keyser de 1607 à 1613 et devient même son gendre.
Hendrick de Keyser s'éteint le 15 mai 1621 à Amsterdam.
L'association éponyme Vereniging Hendrick de Keyser est chargée de sauvegarder et promouvoir les monuments historiques néerlandais. L'association a été créée en 1918.

## Œuvres

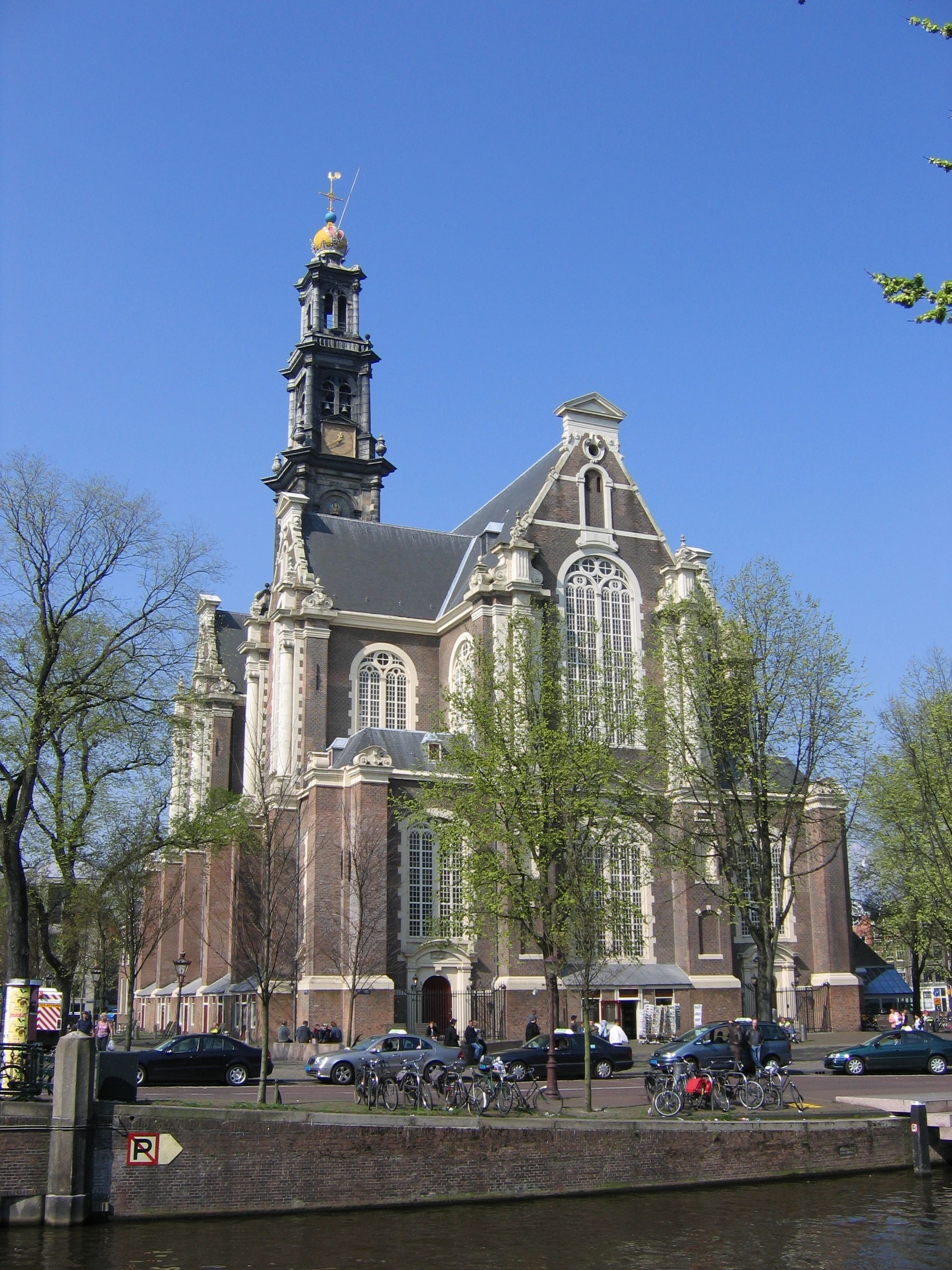
l'église Westerkerk à Amsterdam
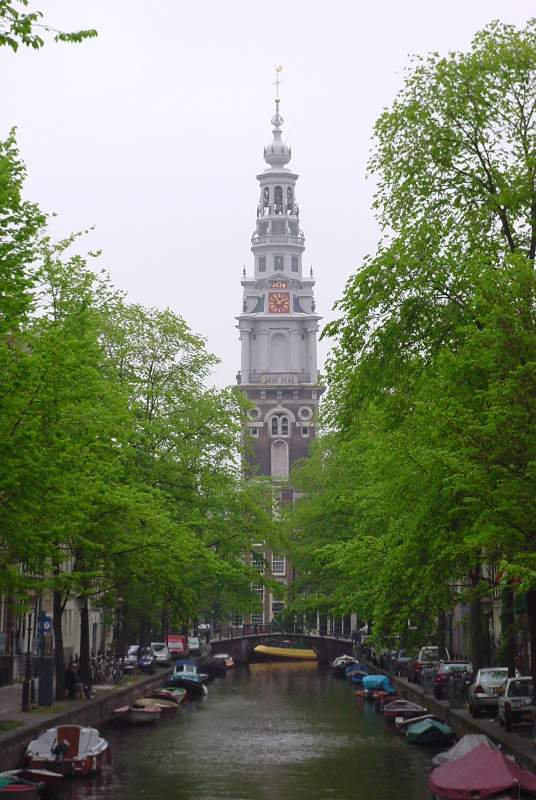
l'église Zuiderkerk à Amsterdam
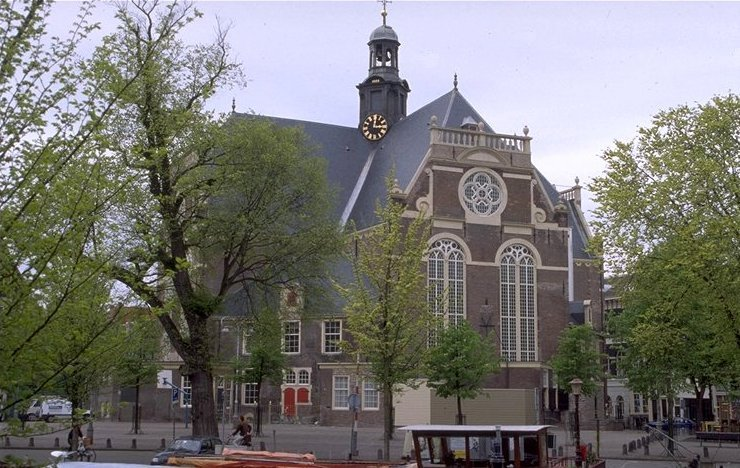
l'église Noorderkerk à Amsterdam
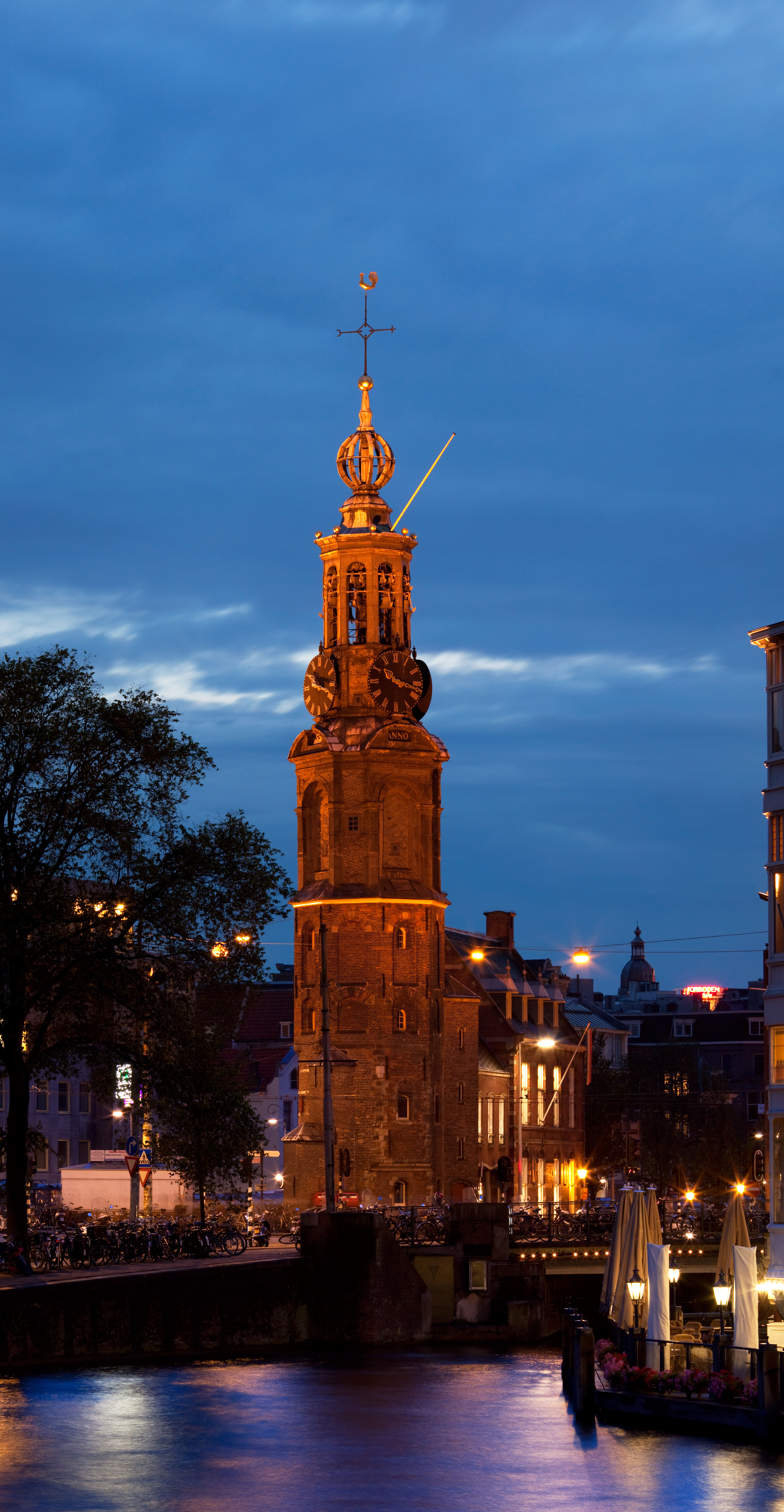
La tour Munttoren à Amsterdam
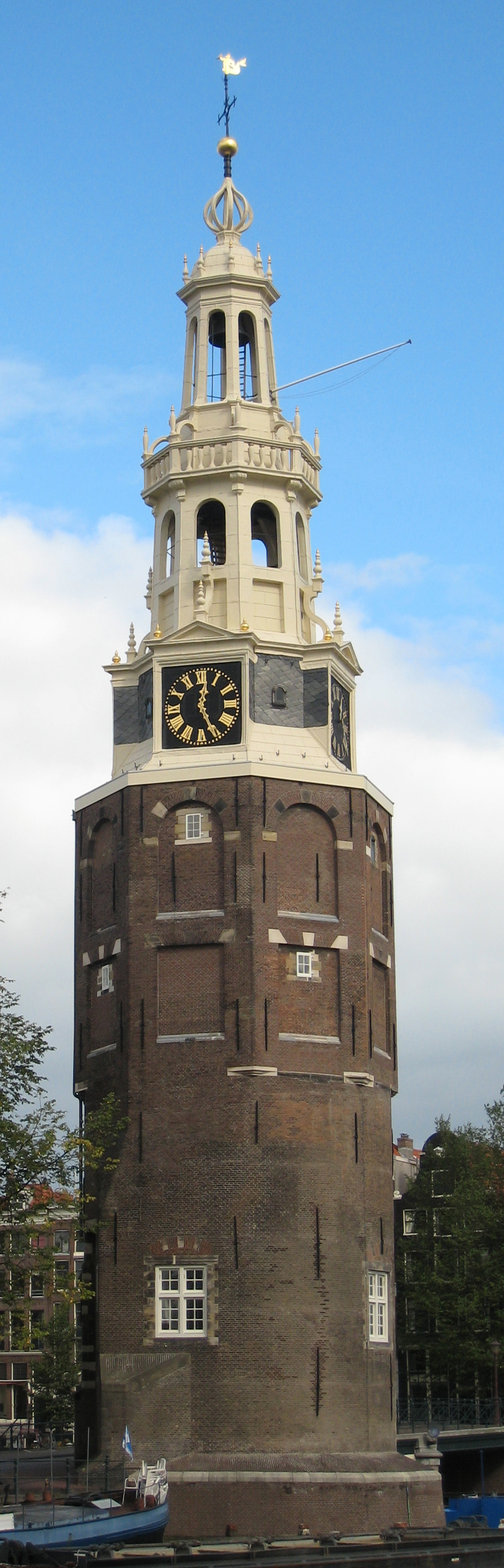
La tour Montelbaanstoren à Amsterdam
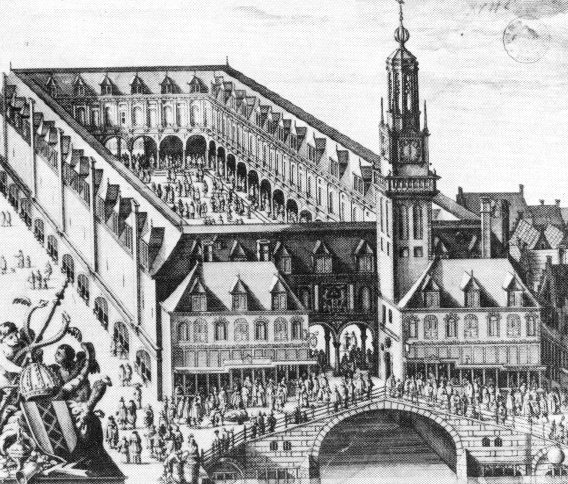
La bourse d'Amsterdam (1611-1835)
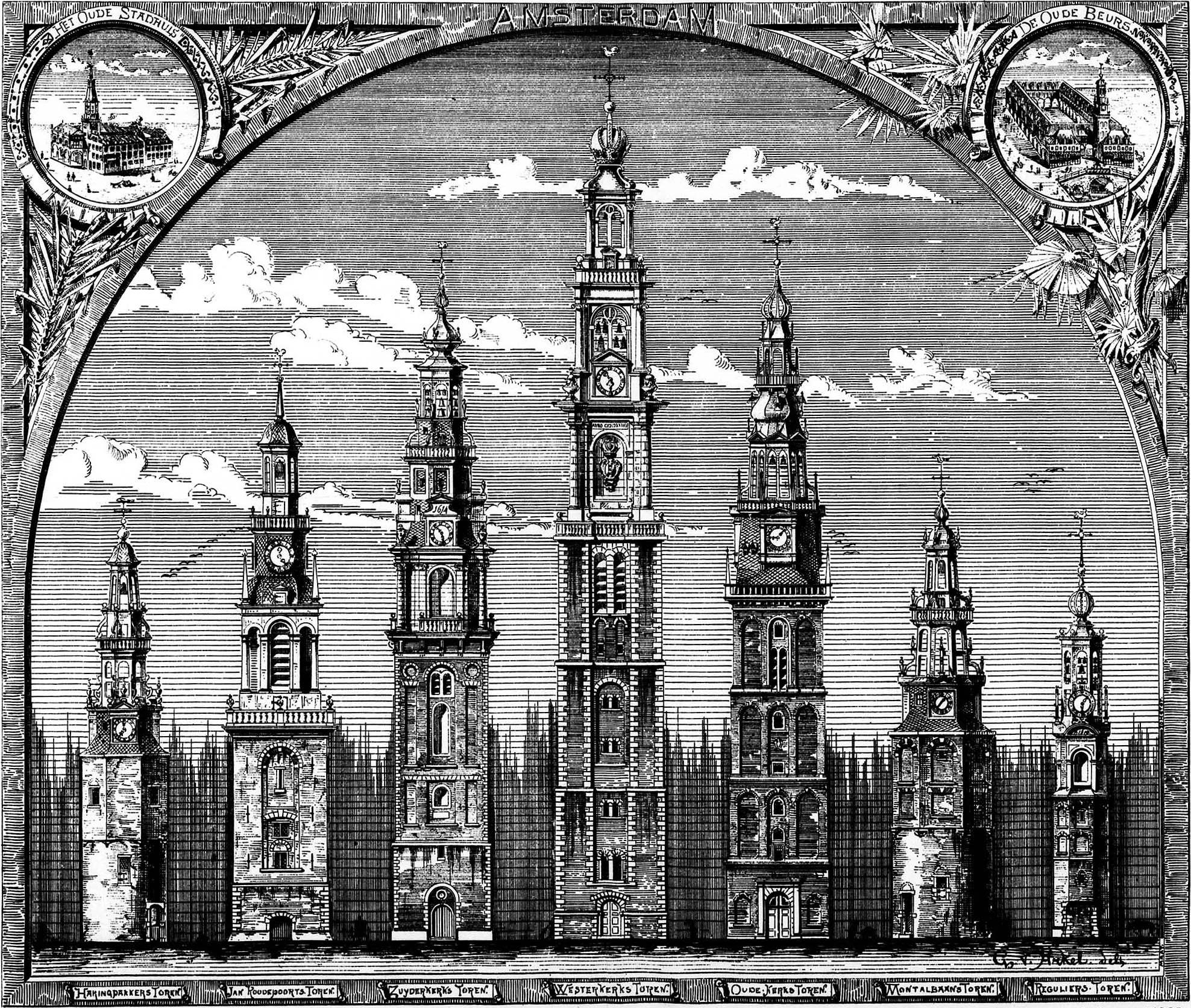
Les tours d'Amsterdam
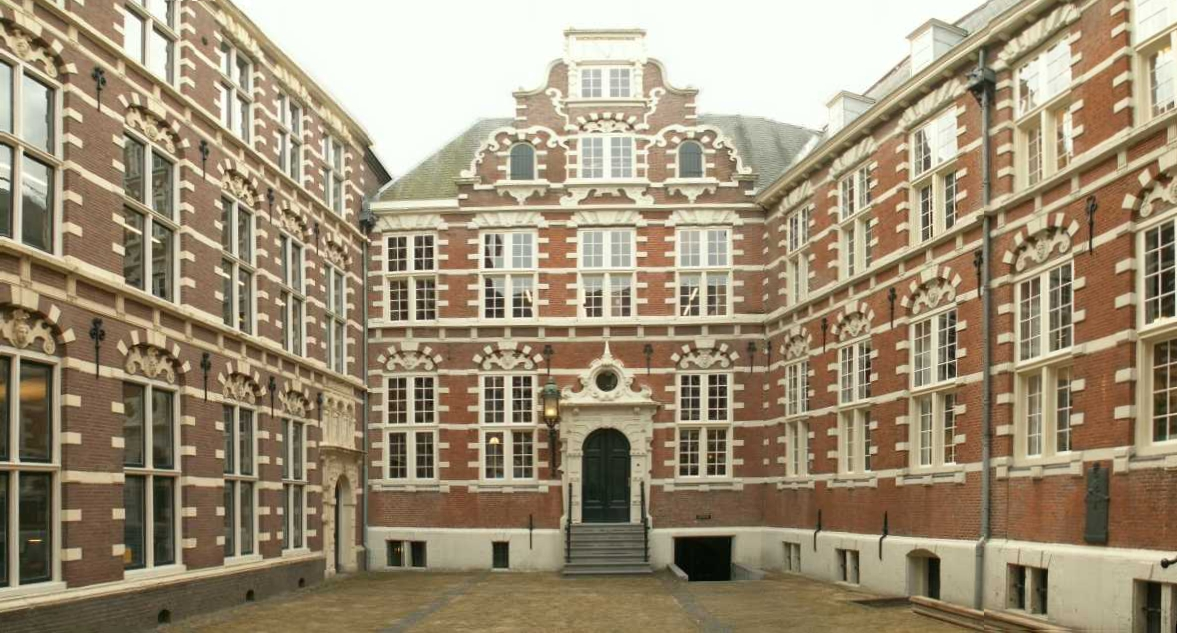
La maison de la Compagnie des Indes orientales
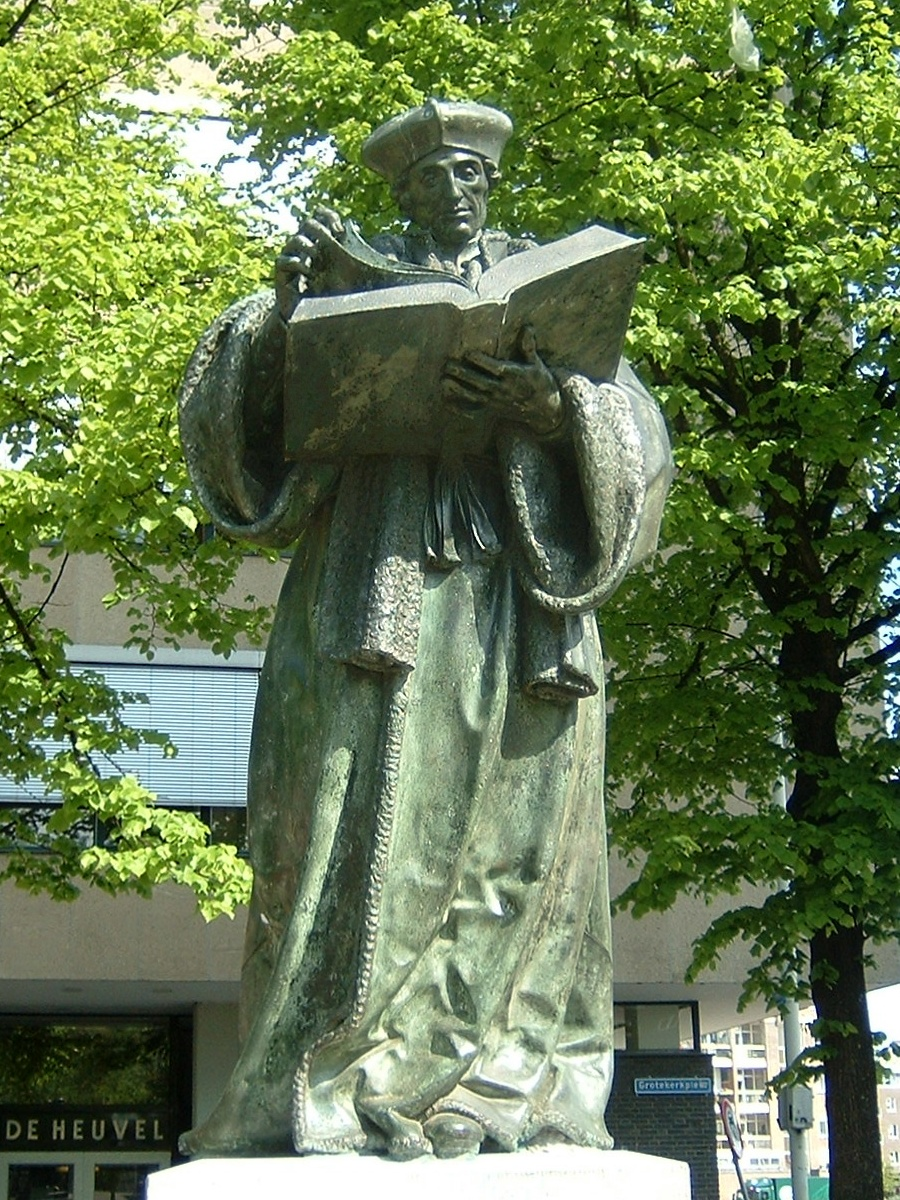
La statue d'Érasme en bronze à Rotterdam
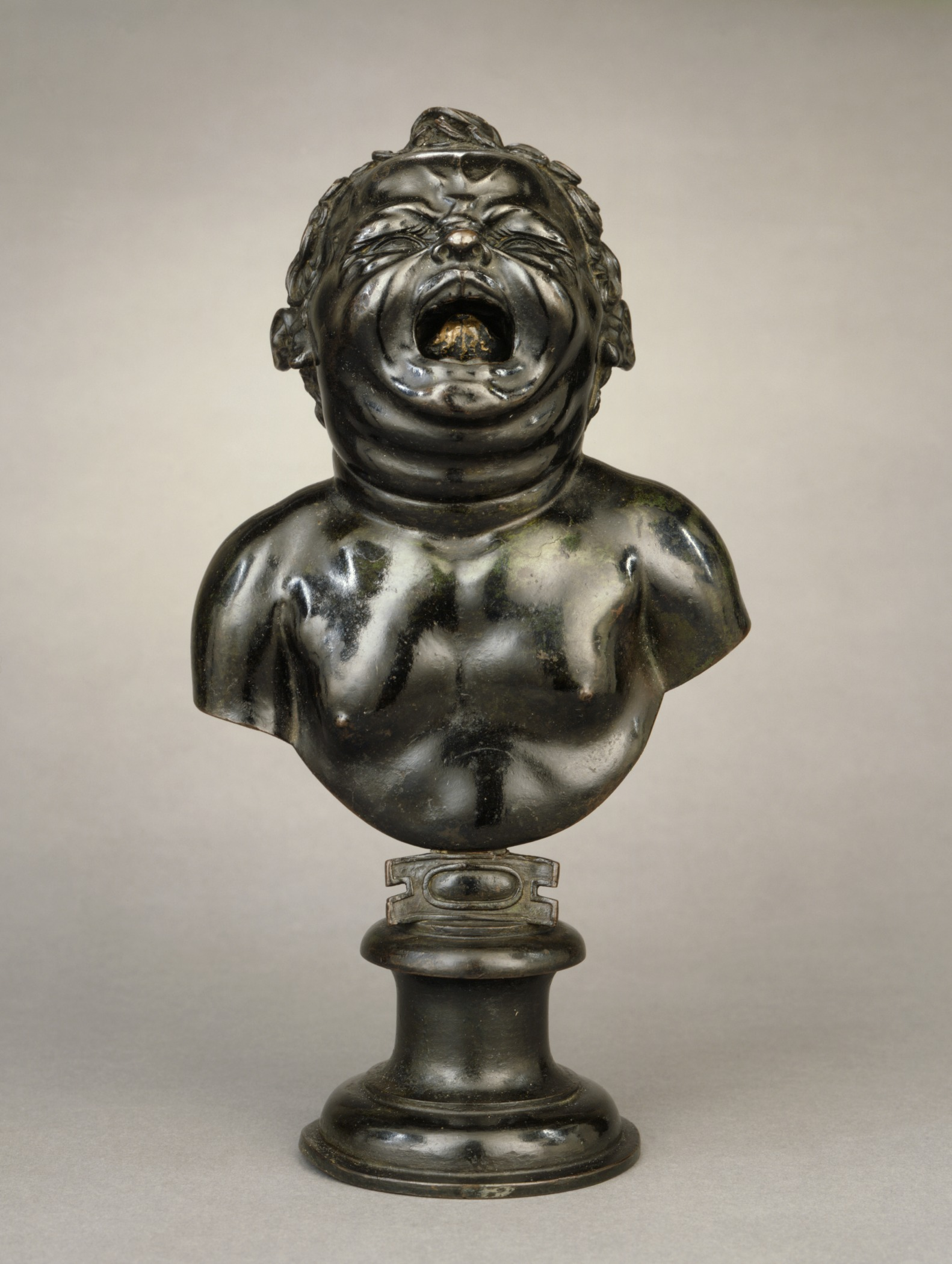
Bust of a Crying Child (1615) - Musée d'Art du Conté de Los Angeles
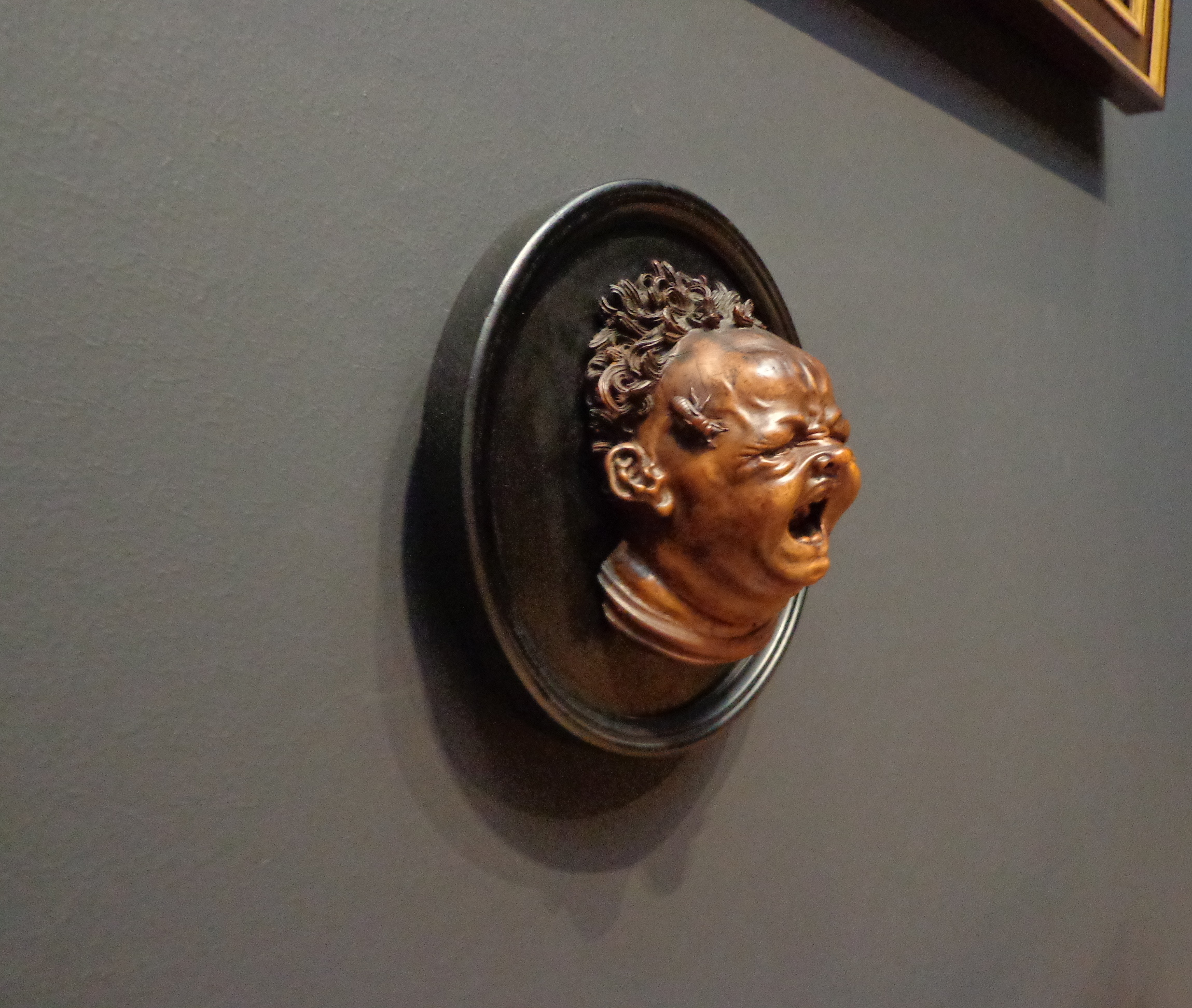
Boy stung by a bee - Rijskmuseum